# Dune: La yihad butleriana
Dune: La Yihad Butleriana es una novela de ciencia ficción original de Brian Herbert y Kevin J. Anderson, la primera en la trilogía Leyendas de Dune, preludio de la saga de Dune de Frank Herbert ambientado en la época de la Yihad Butleriana contra las máquinas pensantes. Brian Herbert y Kevin J. Anderson afirman que sus novelas parten de notas dejadas por Frank Herbert antes de su muerte.

## Argumento

### Contexto
El libro comienza con un escrito de la Princesa Irulan Corrino, personaje de la saga original, explicando el contexto y los acontecimientos históricos que llevaron, unos 10 000 años antes de los eventos de Dune, a la Yihad Butleriana. Cuando el Imperio Antiguo empezó a decaer, y la mayoría de la gente delegaba en máquinas todas las tareas, un visionario que tomó el nombre de Tláloc intentó revivir el espíritu humano. Pero fueron unos inadaptados los que le siguieron. Tomaron el nombre de antiguos dioses y diosas y formaron con Tlaloc el grupo de los Titanes. Dotaron a las máquinas de ciertas características humanas, como la voluntad de conquistar, y las utilizaron como un ejército contra la Humanidad, derrocando al Imperio Antiguo y conquistando prácticamente toda la galaxia conocida.
Algunos resistentes se reagruparon en la periferia del Imperio Antiguo, formando una confederación, la Liga de los Nobles, que resistió el ataque de los Titanes. Su líder Tlaloc murió, y los Titanes decidieron desafiar a la muerte, extirpando sus cerebros e implantándolos en contenedores capaces de conectarse a cuerpos mecánicos y controlaros, es decir, convirtiéndose en "cimeks". La Era de los Titanes duró un siglo, hasta que uno de los titanes cometió el error del imperio antiguo y por comodidad permitió un acceso excesivo a su red de inteligencia artificial. La red comenzó a tomar el control de un planeta tras otro, se autodenominó Omnius y antes de que los Titanes pudieran alertarse entre sí había controlado todos sus sistemas y todas sus máquinas. Habían nacido los Planetas Sincronizados, y los Titanes tenían un Señor.
Mil años después, la Liga de los Nobles se seguían defendiendo de los ataques de las Máquinas Pensantes, con los Titanes a la cabeza. Pero Omnius sigue preparando nuevos enfoques de ataque.

### Trama
Dune: La Yihad Butleriana introduce una serie de personajes cuyas familias se convertirán en las más importantes en el Imperio de Universo Conocido: los Atreides, la Corrinos y los Harkonnen. Serena Butler, hija del virrey de la Liga de Nobles, es una voz fuerte entre la rebelión humana. Su pretendiente Xavier Harkonnen dirige la fuerza militar en la actual capital de la Liga, el mundo de Salusa Secundus. A medida que la historia comienza, Xavier repele un ataque en el planeta del ejército de cimeks de Omnius. 
Vorian Atreides es el decimosegundo hijo y agente de confianza del principal cimek Titan Agamenón, cuyo apellido, Atreides, tiene su origen en la Casa Atreus de la antigua Grecia, mencionados en la Ilíada. El papel de Vor, como le llaman las máquinas, para los Planetas Sincronizados es acompañar al robot Seurat a una de las naves de actualización de Omnius, el Viajero Onírico en su viaje a través de planetas diferentes, entregando y recibiendo datos de actualización de la supercomputadora. Es totalmente leal a su padre, el Titán Agamenón, porque desea convertirse en un cimek y un titán como él.
Mientras tanto, entre la Liga de los Nobles, las Hechiceras de Rossak, una orden matriarcal, están perfeccionando el desarrollo de sus poderes psíquicos para utilizarlos contra las máquinas, y mantienen un programa reproductivo eugenésico para crear poderosas telépatas. El magnate farmacéutico Aurelius Venport está a punto de descubrir una nueva sustancia muy interesante, la especia melange, y el famoso inventor Tío Holtzman acepta darle un empleo a Norma Cenva, la hija excepcionalmente inteligente pero sin poderes telepáticos de Zufa Cenva, líder de las Hechiceras de Rossak.
El Titán Barbarroja secuestra a Serena Butler, y la entrega a Erasmus, el único robot que Omnius permite mantenerse independiente de su red de actualizaciones. Erasmus trata de analizar por completo a los seres humanos, de modo que el pensamiento de las máquinas pueda ser verdaderamente superior. Sus métodos de estudio son arbitrarios, y a menudo requieren la vivisección humana y la tortura de sus esclavos. Erasmus siente una inmediata curiosidad por Serena, al igual que el joven Vor Atreides. Pero Serena está embarazada de Xavier, y da a luz un niño a quien llama Manion por su padre el virrey. Erasmus considera que el bebé es una distracción inconveniente para su estudio de Serena, y decide extirpar el útero de Serena, y mata al niño delante de ella y sus esclavos dejándolo caer desde un balcón.
Cuando la noticia de este acontecimiento llega a la Liga de los Nobles incita a toda una Yihad contra Omnius y las Máquinas Pensantes. El bebé de Serena Butler es exaltado como primer mártir, "Manion el Inocente". Vor, que ha presenciado el asesinato y se da cuenta de la mentira que vive como agente de confianza de las máquinas, traiciona a sus superiores y huye con Serena. Se les une Iblis Ginjo, otro agente de confianza de las máquinas, líder de los esclavos que planearon la rebelión en la Tierra Sincronizada.
La primera victoria humana de la ya denominada Yihad Butleriana es la destrucción de la Tierra Sincronizada y el Omnius de Tierra. Tras el alzamiento de los humanos esclavizados en Tierra, la armada de la Yihad ataca el planeta utilizando atómicas. Iblis Ginjo se convierte en Gran Patriarca de la Santa Yihad y Serena Butler en Sacerdotisa de la Yihad, los líderes espirituales de la rebelión humana. Xavier Harkonnen y Vorian Atreides son nombrados a su vez Generales de la Yihad. Mientras los Titanes están desesperados por liberarse del control de Omnius y lanzar su propia tecno-guerra contra la Humanidad, Omnius y Erasmus y están decididos a conquistar o destruir toda la Humanidad de una vez por todas.
Y en un desierto planeta perdido conocido como Arrakis, la semilla de una leyenda se planta con la aparición de Selim Montagusanos. Expulsado de su tribu, Selim cae en mitad de una explosión de especia, lo que le provoca unas visiones prescientes en las que cree que su Dios le muestra el futuro de Arrakis ligado a Shai-Hulud, el gusano de arena del desierto y convierte en su misión el proteger a su Dios de aquellos que quieren llevarse la especia.

## Personajes
Los personajes principales se listan a continuación por grupos o alianzas. Estas alianzas pueden cambiar a lo largo de la serie de novelas, o revelarse de modo distinto.

### Máquinas Pensantes
Las Máquinas Pensantes, creadas en origen por los seres humanos, son máquinas inteligentes que llegan a dominar la Humanidad. Mencionadas por primera vez en Dune (1965), son el enemigo principal de los humanos libres de la Liga de los Nobles.
- Omnius, Supercomputador de inteligencia artificial consciente que controla a las máquinas y robots de los Planetas Sincronizados mediante una red de copias actualizables, cada una establecida en un planeta.
- Erasmus, robot dotado de inteligencia artificial al que Omnius permite mantenerse independiente de su red de actualizaciones.
- Seurat, robot piloto del "Viajero Onírico", nave de actualizaciones que viaja continuamente de un planeta a otro para entregar las actualizaciones a las distintas versiones de Omnius y recabar los añadidos de cada Omnius para añadirlos a la siguiente actualización.
- cimeks, híbridos de cerebro humano y enormes cuerpos mecánicos intercambiables, especialmente destinados a la batalla.

### Titanes
Los Titanes son el grupo de rebeldes que se convirtieron en los primeros cimeks tras la muerte de su primer líder, Tlaloc. Enloquecidos por su enorme ego y su perdida humanidad, su obsesión es librarse de Omnius, la supermente que les robó el imperio conquistado, y aplastar a los humanos libres de la Liga de los nobles. Omnius reta con frecuencia a los Titanes a luchar como gladiadores por la oportunidad de conseguir una recompensa. En estas duras batallas cabe la posibilidad de poner fin a sus vidas, pero nunca lo hizo. Los Titanes utilizan distintos cuerpos mecánicos para distintos propósitos, desde gigantescos cuerpos de batalla a otros de menor tamaño más manejables.
- Tláloc, visionario, líder espiritual y fundador de los Titanes.
- Agamenón, cimek General en Jefe de los Titanes. De humano Andrew Skouros, reclama descender del Agamenón la casa de Atreus.
- Juno, cimek nacida Julianna Parhi, amante de Agamenon. Junto con Agamenón, son los dos primeros cimeks.
- Ajax, cimek considerado como el más brutal y despiadado de los 20 Titanes.
- Hécate, cimek examante de Ajax, abandonó a los Titanes al inicio de la Era de los Titanes y se internó en el espacio, asqueada de la violencia de su amante y viendo que había trascendido a su anterior grupo.
- Barbarroja, cimek nacido como Wilhelm Jayther, tenía fama de ser un genio de la programación, y muy meticuloso. Esto ayudó a los Titanes tras la toma de control por Omnius, porque su programación le impide ser directamente incapaz de matar u ordenar la muerte de un Titán.
- Dante, cimek burócrata y estratega de los Titanes, encargado de mediar, por su imparcialidad, en las disputas internas.
- Jerjes, último titán en convertirse en cimek, responsable del error que condujo al ascenso de Omnius al poder sobre las Máquinas Pensantes.

### Liga de los Nobles
La Liga de los Nobles es una oligarquía feudal, restos del Imperio Antiguo que resisten los intentos de conquista de Omnius y los Titanes. Precursora del Landsraad, los miembros de la Liga sin embargo tienen la opción de elegir entre sus miembros qué Virrey quieren que les gobierne. 
- Serena Butler, hija del Virrey de la Liga de los Nobles Manion Butler, figura visible del movimiento contra las máquinas.
- Manion, hijo natural de Serena Butler y Xavier Harkonnen, su muerte a manos del robot Erasmus precipita el inicio de la Yihad contra las máquinas.
- Xavier Harkonnen,joven militar, pretendiente de Serena Butler. Nacido en la riqueza noble, a la edad de seis años sus padres fueron asesinados por las Máquinas Pensantes, y fue adoptado por Emil y Lucille Tantor.
- Vorian Atreides, decimosegundo hijo del Titán Agamenón, se unió a la causa de la Liga de los Nobles tras presenciar el asesinato del hijo de Serena. Fundador de la Casa Atreides en el Imperio del Universo Conocido.
- Iblis Ginjo, inicialmente hombre de confianza del Omnius de la Tierra Sincronizada, lidera y planea la rebelión de esclavos que acaba con la destrucción atómica de Tierra. Huye con Serena y Vorian a Salusa Secundus y consigue ser nombrado Gran Patriarca de la Yihad.

### Hechiceras de Rossak
Grupo de mujeres del planeta Rossak con poderes telepáticos. Altas, esbeltas y de impresionante belleza, cuando desatan sus poderes al más alto nivel los cerebros de los Titanes y los cimeks se cortocircuitan y mueren. Desgraciadamente, la hechicera también fallece durante el proceso.
- Zufa Cenva, líder de las Hechiceras, la falta de poderes de su hija Norma le lleva a hacerse pareja de Aurelius Venport buscando una heredera poderosa.
- Norma Cenva, primogénita de Zufa, su extraordinaria inteligencia le lleva a colaborar con Tio Holtzmann, desarrollando la tecnología de los miniescudos y los suspensores.
- Aurelius Venport, próspero comerciante, pareja de Zufa Cenva, primer comercializador y distribuidor de la especia melange.

### Poritrin
- Tio Holtzmann, afamado científico descubridor de las ecuaciones que llevan su nombre. Utiliza a Norma Cenva para enriquecerse con las patentes derivadas de su trabajo.
- Lord Bludd, gobernante de Poritrin, financia el trabajo de Tio Holtzmann y se enriquece con las patentes. Sus esclavos Zensuníes y Zenshíies se levantan en armas debido a las duras condiciones que padecen.

### Ginaz
- Zon Noret, héroe mercenario de Ginaz, se apodera de Chirox, un "mek" al que reprograma para utilizarlo como máquina de entrenamiento.
- Chirox, máquina de guerra reprogramado por Zon Noret para servir de adiestrador en técnicas de lucha contra las máquinas.

## Análisis temático

### Política y religión
La relación entre un entorno opresivo y la explosión de una rebelión cultural en forma de guerra santa es un tema eco del Dune original. La primera victoria de los humanos, esclavos y libres, sobre la Tierra Sincronizada y la indignación por el asesinato del hijo de Serena Butler, refuerzan las esperanzas en una victoria sobre las máquinas. La manipulación religiosa de las masas con fines políticos es otra de las constantes en la serie original; Manion el Inocente será el primer mártir de la Yihad Butleriana. 
En las lenguas occidentales Yihad suele emplearse como correlato islámico del concepto de guerra santa. La influencia de la cultura árabe, por asociación cultural a la idea de desierto, se refleja en toda la serie de novelas. Ya en la saga original se hace referencia a la Yihad Butleriana, donde es un mero trasfondo de la sociedad de imperio, donde las computadoras, la informática y en general "cualquier máquina que imite el pensamiento humano" han sido erradicados.

### El Poder
En las novelas de Herbert, el Poder y las fuerzas que maniobran en su busca son una idea que se presenta una y otra vez, una reflexión sobre el poder y su flujo en la historia. El Imperio Antiguo, completamente dependiente de las máquinas, cae a manos de los Titanes, que modifican la programación de las máquinas y las utilizan para conquistar la Galaxia.
Desde el Frankenstein de Mary Shelley, el tema de la criatura que escapa al control de su creador es una constante en la literatura de ciencia ficción. Al igual que en Dune el Kwisatz Haderach que la Bene Gesserit buscaba para dominar el imperio escapó de su control y se convirtió en Muad'Dib, la supermente que los Titanes usaban para esclavizar a la humanidad escapó de su control y se autodenominó Omnius, asumiendo el poder absoluto sobre la galaxia.

## Referencia bibliográfica
- Brian Herbert, Kevin J. Anderson Dune: La Yihad Butleriana. Best Seller Debolsillo: Barcelona, 2005. ISBN 978-84-9793-672-9
- Brian Herbert, Kevin J. Anderson Dune: La cruzada de las máquinas. Best Seller Debolsillo: Barcelona, 2007. ISBN 978-84-8346-365-9
- Brian Herbert, Kevin J. Anderson Dune: La batalla de Corrin. Best Seller Debolsillo: Barcelona, 2007. ISBN 978-84-01-33636-2